# 安哥拉—阿根廷关系
安哥拉—阿根廷关系是安哥拉共和国和阿根廷共和国的双边关系。两国都是七十七国集团和联合国的成员。

## 历史
在大西洋奴隶贸易期间，葡萄牙和西班牙将许多来自安哥拉的非洲奴隶经巴西中转运往阿根廷。1975年11月11日，安哥拉从葡萄牙获得独立。1977年9月，阿根廷承认安哥拉，并与其建立了外交关系。现今，安哥拉于阿根廷首都布宜诺斯艾利斯设有大使馆，阿根廷亦于安哥拉首都罗安达设有大使馆。

## 双边互访

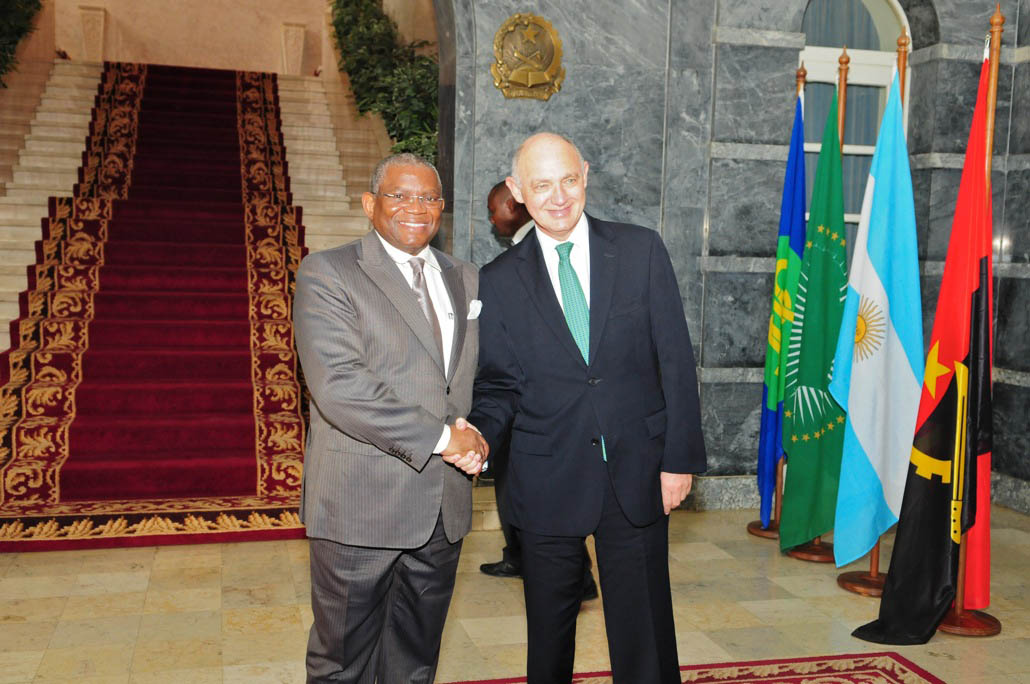
安哥拉外交部长乔治·雷贝洛·奇科蒂与阿根廷外交部长赫克托·蒂梅尔曼在罗安达，摄于2012年3月。

1985年，阿根廷外交部长丹特·卡普托访问了安哥拉。 2005年5月，安哥拉总统若泽·爱德华多·多斯桑托斯对阿根廷进行了正式访问。2012年3月，阿根廷外交部长赫克托·蒂梅尔曼访问安哥拉，并与安哥拉外交部长乔治·雷贝洛·奇科蒂会面。同年5月，阿根廷总统克里斯蒂娜·费尔南德斯·德·基什内尔对安哥拉进行了正式访问。

## 双边协议
两国签署了多项双边协议，包括1983年的《贸易协议》、1998年的《经济、技术、科学和文化合作协议》、2004年的《农业谅解备忘录》、2005年的《共同利益问题磋商协议》、2005年的《经济与贸易合作协议》、2005年的《农业与畜牧业合作协议》以及2012年的《外交和公务护照持有人签证豁免协议》等。